# Rhopus brachypterus
Rhopus brachypterus is een vliesvleugelig insect uit de familie Encyrtidae. De wetenschappelijke naam is voor het eerst geldig gepubliceerd in 1918 door Mercet.